# Sturgeon (Missouri)
Pour les articles homonymes, voir Sturgeon.
Sturgeon est une ville du comté de Boone, dans le Missouri, aux États-Unis,. Située au nord du comté, elle est incorporé en 1856.

## Démographie
Lors du recensement de 2010, la ville comptait une population de 872 habitants. Elle est estimée, en 2016, à 911 habitants.

## Source de la traduction
- (en) Cet article est partiellement ou en totalité issu de l’article de Wikipédia en anglais intitulé « Sturgeon, Missouri » (voir la liste des auteurs).